# Biscutella apuana
Biscutella apuana là một loài thực vật có hoa trong họ Cải. Loài này được Raffaelli mô tả khoa học đầu tiên năm 1993.